# Municipio Arani
Das Municipio  Arani  ist ein Verwaltungsbezirk im Departamento Cochabamba im südamerikanischen Anden-Staat Bolivien.

## Lage im Nahraum
Das Municipio Arani ist eines von zwei Municipios der Provinz Arani und liegt im westlichen Teil der Provinz. Es grenzt im Westen an die Provinz Punata, im Süden an die Provinz Mizque, im Osten an das Municipio Vacas und im Norden an die Provinz Tiraque.
Größte Siedlung und Verwaltungssitz der Provinz ist Arani mit 3542 Einwohnern (Volkszählung 2012) am westlichen Rand des Municipios.

## Geographie
Das Municipio Arani liegt im Übergangsbereich zwischen dem bolivianischen Altiplano im Westen und dem bolivianischen Tiefland im Osten. Die mittlere Durchschnittstemperatur der Region liegt bei knapp 18 °C (siehe Klimadiagramm Cochabamba) und schwankt nur unwesentlich zwischen 14 °C im Juni und Juli und 20 °C im November.
Der Jahresniederschlag beträgt etwa 450 mm, bei einer ausgeprägten Trockenzeit von Mai bis September mit Monatsniederschlägen unter 10 mm, und einer Feuchtezeit von Dezember bis Februar mit 90 bis 110 mm Monatsniederschlag.

## Bevölkerung
Die Bevölkerungszahl hat sich zwischen 1992 und 2024 um ein Siebtel verringert:
| Jahr | Einwohner | Quelle       |
| ---- | --------- | ------------ |
| 1992 | 13.159    | Volkszählung |
| 2001 | 11.542    | Volkszählung |
| 2012 | 9.504     | Volkszählung |
| 2024 | 11.411    | Volkszählung |

Die Bevölkerungsdichte des Municipios bei der letzten Volkszählung von 2024 betrug 53,8 Einwohner/km², der Anteil der städtischen Bevölkerung war 37,0 Prozent, die Lebenserwartung der Neugeborenen lag bei 56,7 Jahren. (2001)
Der Alphabetisierungsgrad bei den über 19-Jährigen beträgt 72,9 Prozent, und zwar 88,8 Prozent bei Männern und 60,2 Prozent bei Frauen (2001).

## Politik
Ergebnis der Regionalwahlen (concejales del municipio) vom 4. April 2010:
| Wahlberechtigte |  | Stimmen | gültig |  | MAS-IPSP | MSM    | FPV    |
| --------------- |  | ------- | ------ |  | -------- | ------ | ------ |
| 5.881           |  | 5.070   | 3.326  |  | 2.120    | 774    | 432    |
|                 |  | 86,2 %  | 65,6 % |  | 63,7 %   | 23,3 % | 13,0 % |

Ergebnis der Regionalwahlen (elecciones de autoridades políticas) vom 7. März 2021:
| Wahl- berechtigte |  | Wahl- beteiligung | gültige Stimmen |  | MAS-IPSP | MTS     | SÚMATE  | C-A    | UNIDOS.CBBA | SOMOS  |
| ----------------- |  | ----------------- | --------------- |  | -------- | ------- | ------- | ------ | ----------- | ------ |
| 7.537             |  | 6.474             | 5.468           |  | 3.569    | 741     | 613     | 257    | 82          | 67     |
|                   |  | 85,90 %           | 84,46 %         |  | 65,27 %  | 13,55 % | 11,21 % | 4,70 % | 1,50 %      | 1,23 % |

## Gliederung
Das Municipio untergliederte sich bei der letzten Volkszählung von 2012 in die folgenden drei Kantone (cantones):
- 03-0501-01 Kanton Arani – 39 Ortschaften – 7.162 Einwohner
- 03-0501-02 Kanton Collpa – 14 Ortschaften – 1.315 Einwohner
- 03-0501-03 Kanton Pocoata – 7 Ortschaften – 1.027 Einwohner

## Ortschaften im Municipio Arani
- Kanton Arani
  - Arani 3542 Einw.

- Kanton Pocoata
  - Pocoata 562 Einw.